# Manuel Ferreira da Câmara Bittencourt Aguiar e Sá
Manuel Ferreira da Câmara Bittencourt Aguiar e Sá (Itacambira, 1762 — Bahia, 13 de dezembro de 1835) foi um engenheiro e político brasileiro. Foi responsável por sugerir a D. João VI a transferência da Corte para o Brasil. Considerado o "patrono da siderurgia brasileira", dedicou sua vida à implantação da Revolução Industrial no país.

## Biografia
Católico, nascido em Itacambira, Minas Gerais, é colega de José Bonifácio na Universidade de Coimbra e lidera o grupo que ganha a bolsa de estudos do governo português para a viagem científica pela Europa da qual participa o futuro patriarca da Independência. Junto a outro colega, sendo este e Bonifácio liderados por Câmara, o grupo varreu a Europa (França, Hanôver, Saxônia, Inglaterra, Boêmia, Veneza, Banato, Transilvânia, Suécia e Noruega) aprendendo sobre mineração, altos-fornos, energia e agrossilvicultura, patrocinados pela Coroa Portuguesa. Estudaram geologia, mineralogia, química, economia montanística, botânica e outras ciências correlatas.
Em 1808, sempre apadrinhado e recomendado por Rodrigo de Sousa Coutinho, Câmara volta ao Brasil para administrar a Real Extração de Diamantes. Foi o primeiro brasileiro a ser Intendente das Minas Gerais e do Distrito Diamantino. É autorizado a fundar, com parte dos lucros dessa atividade, uma usina de ferro no Serro Frio, onde começa trabalhos de fundição de gusa em 1812, no arraial de Morro do Pilar, abrindo, para isso, a estrada de Diamantina ao local. Enquanto os portugueses utilizavam o alto-forno catalão, inovou adaptando-o segundo o alto-forno sueco, mais potente e de maior capacidade. Pretendia levar o ferro até o Rio Doce, para daí levá-lo ao Rio e à Bahia. Desse período data o apelido pelo qual ficou mais conhecido no Brasil, “Intendente Câmara”.  
Trabalhou para melhorar as leis e os trabalhos minero-metalúgicos e agrossilvopecuários, que tanto interessavam a D. João VI. Introduziu novas técnicas e tecnologias e melhorias no cultivo de mandioca, milho, feijão e cana. Trouxe de outros países gramíneas de vários tipos para pastagens. Em toda estrada que abria ou reformava cultivava milho, mandioca e feijão nas laterais, e plantava o capim “meloso” (Melinis minutiflora) para os animais. Introduziu na Bahia a teca (madeira nobre para a construção naval), a pimenta, a canela, a fruta-pão e o cânhamo, dentre outras plantas. 
Em 1821, se elegeu deputado às Cortes de Lisboa. Foi presidente da primeira Assembleia Constituinte do Brasil e, como deputado constituinte, propôs, em 1823, a criação de uma universidade no Rio de Janeiro, denominada Instituto Brasílico. Contribuiu para a modernização das leis minerárias. Foi senador do Império do Brasil de 1827 a 1835. Recomendou medidas para a zona cacaueira do sul da Bahia. 
Temido e respeitado pelas maiores autoridades do seu tempo, foi, ainda assim, justo e ponderado. Recebeu as mais altas condecorações nacionais: as comendas da Ordem de Cristo e da Ordem imperial do Cruzeiro do Sul. Era sócio das Academias de Ciências de Lisboa, de Edimburgo, de Estocolmo e da Academia da Indústria do Rio de Janeiro.
Falido por sua dedicação ao bem público, morreu como católico no dia 13 de dezembro de 1835, na Bahia. 